# Cassibile
Cassibile (en sicilien Cassìbbili) est un village italien et une paroisse civile (frazione) de la ville et la commune de Syracuse en Sicile. Sa population en 2006 était de 5800 habitants.

## Histoire
Une nécropole sicule de plus de deux mille grottes disséminées, située dans les gorges du fleuve Cassibile, atteste d'un établissement humain protohistorique. A la fin du XIXe siècle, Paolo Orsi inventorie une partie des sépultures qu'il date du Xe ou IXe siècle av. J.-C., essentiellement rectangulaires, parfois elliptiques et généralement de petites dimensions, avec une influence égéo-mycénienne moindre qu'à Pantalica. 
En 1797, les Bourbons ont concédé le territoire, ainsi que le titre de Marquis, à Silvestro Loffredo. En 1850, celui-ci commence la construction du village rural, achevé par son fils Gaetano, qui, en 1870, construit l'église de la Sainte Famille. 
Au cours de la Seconde Guerre mondiale, c'est dans ce village, alors sous contrôle allié, qu'a été signé secrètement l'armistice entre le royaume d'Italie et les Alliés le 3 septembre 1943. L'armistice de Cassibile a été proclamé publiquement le 8 septembre 1943.